# Zoo park Jagodina
Zoološki vrt "Tigar" u Jagodini je jedan od tri zoološka vrta u Srbiji, uz subotički i beogradski. Direktor je Milutin Antić. ZOO je otvoren 10. srpnja 2006. godine. Posjeduje 65 vrsta životinja. Najveći donator Vrta je direktor beogradskog ZOO-a- Vuk Bojović. ZOO se prostire na 2, 5 ha. Nalazi se u najvećem gradskom parku "Đurđevo brdo". 

## Vanjske poveznice
- Službena stranica